# Eleição municipal de Joinville em 2024
A eleição municipal de Joinville em 2024 foi realizada no dia 6 de outubro. A cidade foi às urnas para eleger um prefeito, um vice-prefeito e 19 vereadores no município de Joinville, no estado de Santa Catarina, no Brasil. 
O prefeito Adriano Silva, do Partido Novo, foi reeleito no primeiro turno com 78,69% dos votos válidos. 

## Contexto

### Eleição anterior
O prefeito titular, Adriano Silva (NOVO), foi eleito em decisão de segundo turno na eleição de 2020. Segundo a legislação eleitoral, Adriano Silva está apto para disputar a reeleição.

### Câmara Municipal
Entre os 19 vereadores de Joinville, 6 mudaram de partido até o fechamento da janela partidária. Três deles migraram para o Partido Liberal, que aumentou sua bancada para 4 parlamentares. O PSD recebeu a filiação de dois representantes, empatando com o PL em 4 vereadores. Além destas legendas, o MDB também segue com 4 parlamentares.
Alguns partidos perderam representação na Câmara após a janela partidária. É o caso do PROS (incorporado ao Solidariedade em 2023), Cidadania, Podemos e PDT.

## Calendário eleitoral
| Início        | Fim           | Atividades | Status    |
| ------------- | ------------- | --- | --------- |
| 7 de março    | 5 de abril    | Janela partidária para vereadores trocarem de partido visando concorrer às eleições sem perder o mandato. | Realizado |
| 6 de abril    | 6 de abril    | Data-limite para todas as legendas e federações partidárias obterem o registro dos estatutos no TSE e para todos os candidatos terem domicílio eleitoral na circunscrição em que desejam disputar as eleições com a filiação deferida pelo partido. | Realizado |
| 15 de maio    | 15 de maio    | Início da campanha de arrecadação prévia de recursos na modalidade de financiamento coletivo para pré-candidatos, sem realização de pedidos de voto e obedecendo a regras relativas à propaganda eleitoral na Internet.                             | Realizado |
| 20 de julho   | 5 de agosto   | Realização de convenções partidárias para deliberar sobre coligações e escolher candidatos às prefeituras e aos cargos de vereador. Os partidos têm até 15 de agosto para registrar os nomes na Justiça Eleitoral.                                  | Realizado |
| 16 de agosto  | 16 de agosto  | Início das campanhas eleitorais de forma igualitária, podendo qualquer publicidade ou manifestação com pedido explícito de voto antes da data ser considerada irregular e multada.                                                                  | Realizado |
| 30 de agosto  | 3 de outubro  | Veiculação da propaganda eleitoral gratuita no rádio e na televisão. | Realizado |
| 6 de outubro  | 6 de outubro  | Realização do primeiro turno das eleições municipais. | Realizado |
| 11 de outubro | 25 de outubro | Veiculação da propaganda eleitoral gratuita no rádio e na televisão para o segundo turno. | Realizado |
| 27 de outubro | 27 de outubro | Realização de um eventual segundo turno nas cidades com mais de 200 mil eleitores em que o candidato a prefeito mais votado não tenha atingido a metade mais um dos votos válidos.                                                                  | Realizado |

## Candidatos à prefeitura
| Nº | Prefeito(a)  | Prefeito(a)         | Prefeito(a)       | Vice-prefeito(a) | Vice-prefeito(a) | Vice-prefeito(a)         | Vice-prefeito(a)    | Coligação Partido(s)                                                                                   | Ref.              |
| Nº | Candidato(a) | Candidato(a)        | Partido Federação | Candidato(a)     | Candidato(a)     | Candidato(a)             | Partido Federação   | Coligação Partido(s)                                                                                   | Ref.              |
| -- | ------------ | ------------------- | ----------------- | ---------------- | ---------------- | ------------------------ | ------------------- | --- | ----------------- |
| 13 |              | Carlito Merss       | PT FE Brasil      |                  |                  | Mario Dutra              | PSOL Fed. PSOL REDE | Joinville de Verdade FE Brasil (PT, PCdoB e PV) e Fed. PSOL REDE (PSOL, REDE)                          | [ 6 ] [ 7 ] [ 8 ] |
| 15 |              | Luiz Claudio Gubert | MDB               |                  |                  | Anelísio Da Assessoritec | PP                  | Juntos Por Toda Joinville MDB e PP                                                                     | [ 9 ]             |
| 22 |              | Sargento Lima       | PL                |                  |                  | Fabi Venera              | PL                  | Sem coligação                                                                                          | [ 10 ]            |
| 30 |              | Adriano Silva       | NOVO              |                  |                  | Rejane Gambin            | NOVO                | Unidos Por Joinville NOVO, Fed. PSDB Cidadania (PSDB, Cidadania), PODE, PRD, PSD, Republicanos e UNIÃO | [ 11 ]            |
| 40 |              | Rodrigo Bornholdt   | PSB               |                  |                  | Osmari Fritz             | PSB                 | Joinville de Toda Gente PDT, PSB, Avante e Solidariedade                                               | [ 12 ]            |

## Resultados

### Prefeito
Fonte: TSE
| Candidato(a)              | Vice                          | 1º turno 6 de outubro de 2024 | 1º turno 6 de outubro de 2024 |
| Candidato(a)              | Vice                          | Votação                       | Votação                       |
| Candidato(a)              | Vice                          | Total                         | %                             |
| ------------------------- | ----------------------------- | ----------------------------- | ----------------------------- |
| Adriano Silva (NOVO)      | Rejane Gambin (NOVO)          | 244.321                       | 78,69%                        |
| Sargento Lima (PL)        | Fabi Venera (PL)              | 35.667                        | 11,49%                        |
| Carlito Merss (PT)        | Mario Dutra (PSOL)            | 23.278                        | 7,50%                         |
| Luiz Claudio Gubert (MDB) | Anelísio Da Assessoritec (PP) | 4.285                         | 1,38%                         |
| Rodrigo Bornholdt (PSB)   | Osmari Fritz (PSB)            | 2.946                         | 0,95%                         |
| Total de votos válidos    | Total de votos válidos        | 310.497                       | 88,55%                        |
| → Votos brancos           | → Votos brancos               | 7.462                         | 2,28%                         |
| → Votos nulos             | → Votos nulos                 | 9.470                         | 2,89%                         |
| Total de votos            | Total de votos                | 327.429                       | 75,30%                        |
| → Abstenções              | → Abstenções                  | 107.392                       | 24,70%                        |
| Eleitores aptos a votar   | Eleitores aptos a votar       | 434.821                       | 100%                          |